# Festival du film britannique de Dinard 2020
Le festival du film britannique de Dinard 2020, 31e édition du festival, qui devait se dérouler du 30 septembre au 4 octobre 2020, est annulé en raison de la pandémie de maladie à coronavirus de 2019-2020.

## Déroulement et faits marquants
Le 7 août 2020, les organisateurs annoncent la composition du jury : l'actrice Emmanuelle Béart sera à la présidence du jury et les autres membres seront Christine Citti, Vincent Dedienne, Sara Forestier, Cédric Kahn et Paul Webster (en).
Le 16 septembre 2020 (à deux semaines de l’ouverture), les organisateurs annoncent l'annulation du festival  en raison de la pandémie de maladie à coronavirus de 2019-2020.

## Jury

### Longs métrages
- Emmanuelle Béart (présidente du jury), actrice  France
- Christine Citti, actrice et réalisatrice  France
- Vincent Dedienne, acteur  France
- Sara Forestier, actrice et réalisatrice  France
- Cédric Kahn, réalisateur  France
- Paul Webster (en), producteur  Royaume-Uni

## Sélection

### En compétition
- Calm with Horses (en) de Nick Rowland
- Days of the Bagnold Summer (en) de Simon Bird (film d'ouverture)
- Fanny Lye Deliver'd (en) de Thomas Clay
- Make Up (film) (en) de Claire Oakley (en)
- Mogul Mowgli de Bassam Tariq
- Our Ladies de Michael Caton-Jones

### Hors compétition

#### En avant-première
- Ammonite de Francis Lee
- Bait (film) (en) de Mark Jenkin (en)
- Beats de Brian Welsh
- Cat in the Wall de Vesela Kazakova et Mina Mileva
- The Father de Florian Zeller
- Four Kids and It de Andy De Emmony
- Louxor de Zeina Durra
- Miss Révolution de Philippa Lowthorpe
- Sais-tu pourquoi je saute ? (The Reason I Jump) de Jerry Rothwell
- Rare Beasts (en) de Billie Piper
- Rebel Dread de William E Badgley
- Rialto (film) (en) de Peter Mackie Burns

#### Séries / Binge Watch
- Quiz de Stephen Frears (mini-série)
- A Very English Scandal de Stephen Frears (mini-série)

## Palmarès
- Hitchcock d'or :
- Prix du scénario :
- Prix du public :